# Agrostistachys hookeri
Agrostistachys hookeri är en törelväxtart som först beskrevs av George Henry Kendrick Thwaites, och fick sitt nu gällande namn av George Bentham och Joseph Dalton Hooker. Agrostistachys hookeri ingår i släktet Agrostistachys och familjen törelväxter. IUCN kategoriserar arten globalt som akut hotad. Inga underarter finns listade i Catalogue of Life.